# باولو بودينيتش
باولو بودينيتش (بالإيطالية: Paolo Budinich)‏كان فيزيائيا نظريا ولد في 28 أغسطس 1916. وتوفي في 14 نوفمبر 2013.
كان اباه يعمل بحار في لوسينج، نشأ ودرس في تريست حيث اقامت أسرته، لأن والده انطونيو بوديني كان يعلم في المدرسة الثانوية المحلية، وهو نفس المكان الذي حصل فيه باولو بودينيتش على شهادته في عام 1934. وفي نفس العام بدأ تدريس الفزياء على السفينة التدريب الايطاليه (Amergo vespucci).
في عام 1964 اسس تريست بلاشتراك مع عبد السلام المركز الدولي للفزياء النظرية، وفي العام نفسه رقي إلى المدرسة المتقدمة للفزياء ومن ثم تمث ترقيتة عام 1978 إلى المدرسات العليا (SISSA)، التي كانت أول مؤسسة للتعليم العالي في إيطاليا تقدم للدكتوراه واصبح أول مدير لها.